# 紫外線天文學

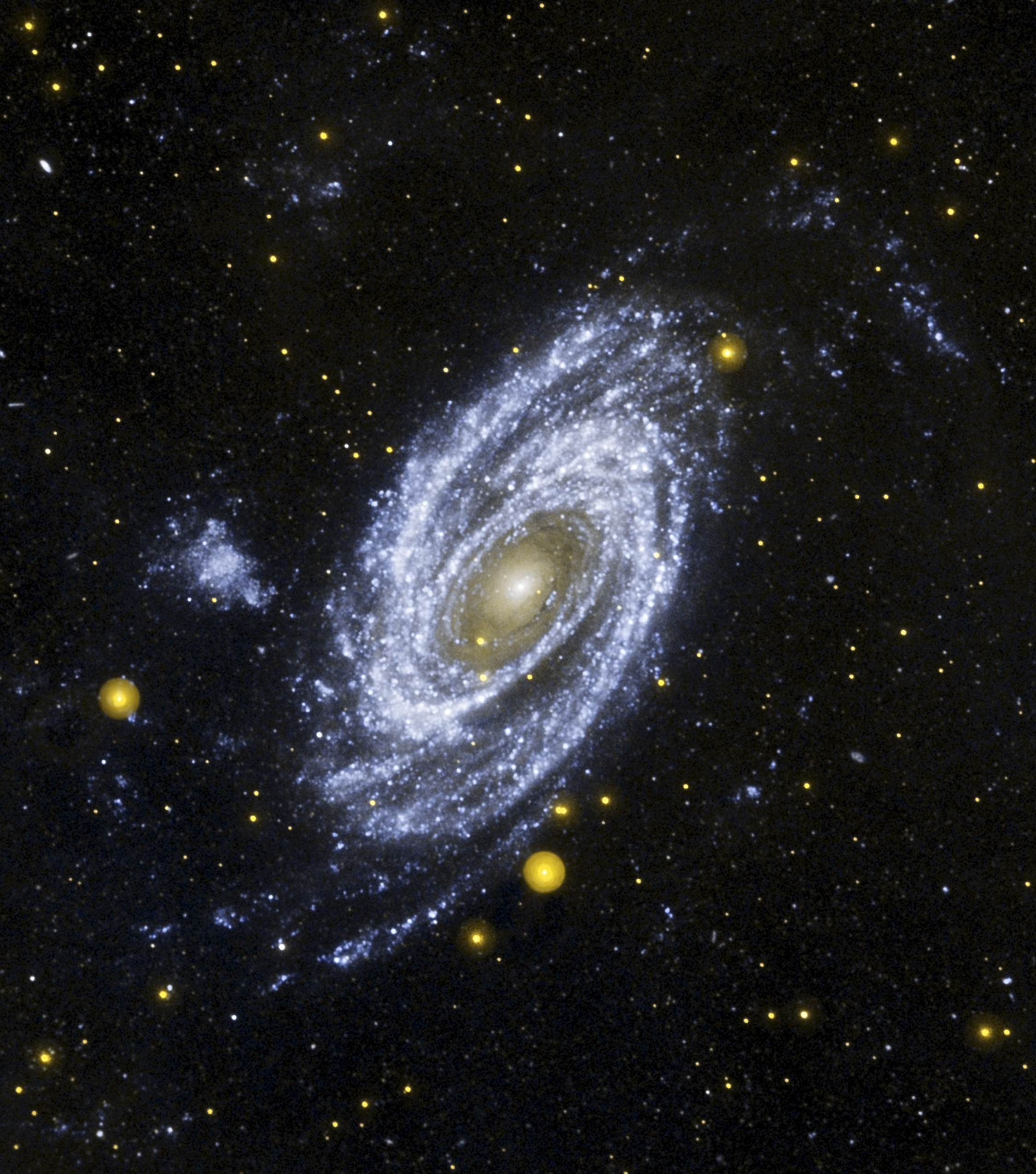
星系演化探测器拍攝螺旋星系波德星系的紫外線影像。 歸功於：美國國家航空暨太空總署／加州理工學院－噴射推進實驗室／星系演化探測器。

紫外線天文學是研究天體紫外線輻射的天文學分支學科；觀測電磁波波長大約在100到3200埃之間
。波長更短和能量更高的電磁波則屬X射線天文學和伽馬射線天文學的範圍。因為這個範圍波長的輻射無法穿透地球大氣層，必須以太空望遠鏡觀測。
天體的紫外線光譜可用來了解星際介質的化學成分、密度以及溫度；以及高溫年輕恆星的溫度與組成。星系演化的訊息也可從紫外線觀測得知。
以紫外線觀測天體的結果會與光學觀測有很大的差異。許多在光學觀測上相對溫度較低的恆星在紫外線觀測時卻顯示是高溫天體，尤其是在演化階段早期或晚期恆星。如果人眼可看到紫外線，我們所看到的夜空大部分的天體將會比現在黯淡許多。我們將能看到年輕的巨大恆星或年老恆星與星系。且許多銀河系中的分子雲和塵埃將阻擋許多天體。
目前主要的紫外線太空望遠鏡是哈伯太空望遠鏡和遠紫外分光探測器。探空火箭與太空梭也可進行紫外線觀測。

## 概述

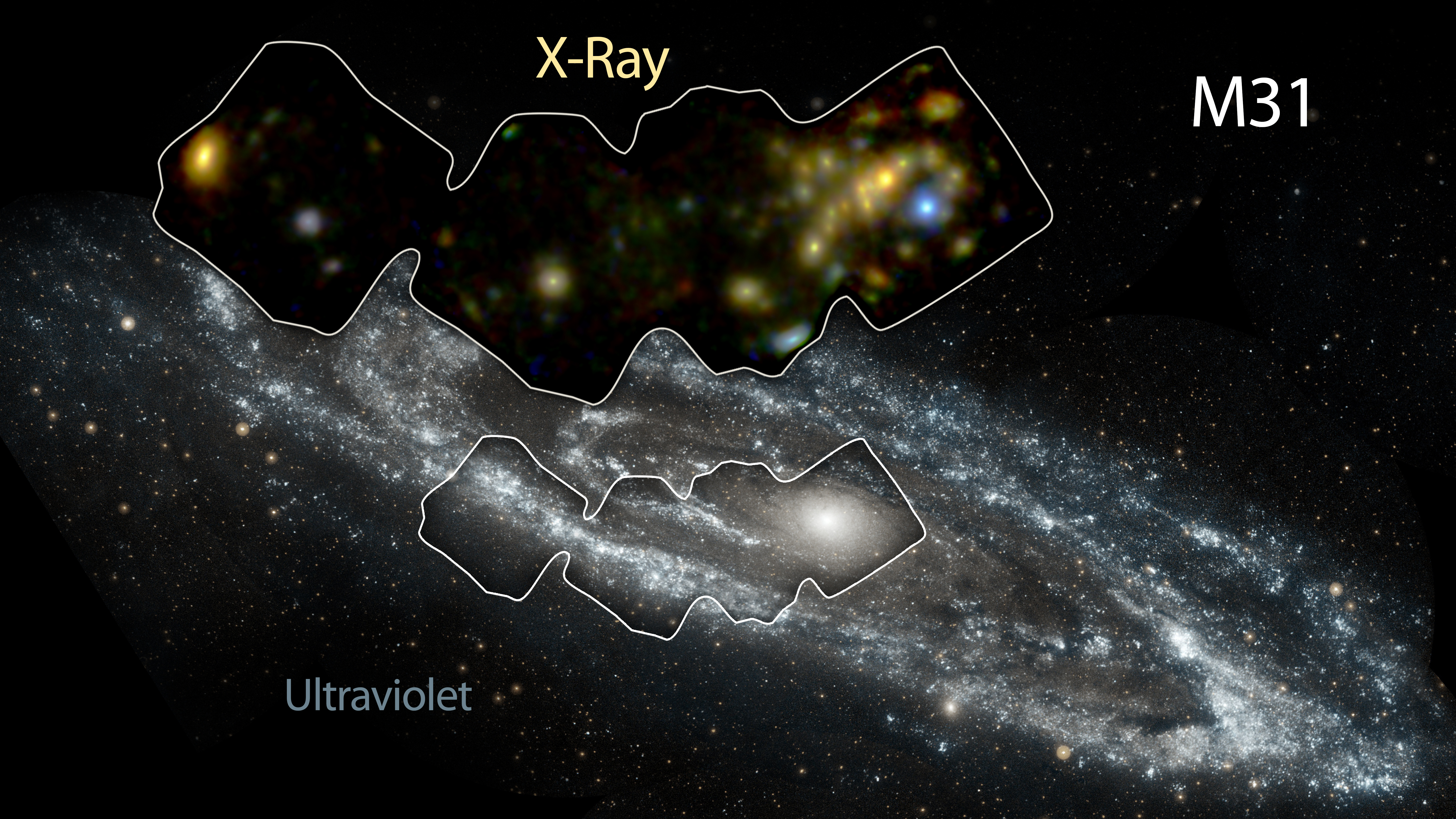
仙女座星系－高能X射線和紫外線（2016 年 1 月 5 日發布）。

## 紫外線太空望遠鏡

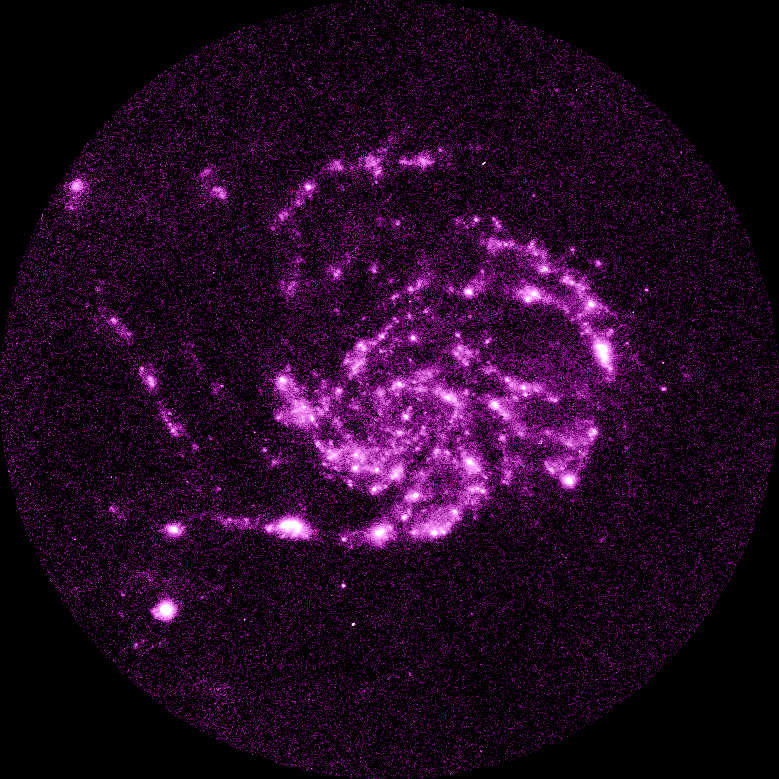
Astro 2 UIT用紫色顯示出用紫外線捕獲到的風車星系

- －阿波羅16號上的遠紫外相機/光譜儀（英语：Far Ultraviolet Camera/Spectrograph）（1972年4月）
- ＋歐洲空間研究組織－TD-1A衛星（英语：TD-1A）（135～286奈米；1972年～1974年）
- －軌道天文台（＃2：1968-73.＃3：1972年～1981年）
- －獵戶座太空望遠鏡（英语：Orion (space telescope)）（＃1：200～380奈米，1971年；＃2：200～300奈米，1973年）
- ＋－荷蘭天文衛星（150～330奈米，1974年～1976年）
- ＋－國際紫外線探測衛星（115～320奈米，1978年～1996年）
- － Astron衛星（150～350奈米，1983年～1989年）
- －和平號太空站上的Glazar 1和Glazar 2（在量子1號上，1987年～2001年）
- －極紫外探測器（7～76奈米，1992年～2001年）
- －遠紫外分光探測器（90.5-119.5奈米，1999年～2007年）
- ＋－極紫外成像望遠鏡（英语：Extreme ultraviolet Imaging Telescope）（太陽和太陽圈探測器上成像太陽的17.1、19.5、28.4和30.4奈米）
- ＋－哈伯太空望遠鏡（各種各樣的115-800奈米，1990年～1997年）（太空望遠鏡影像攝譜儀115～1030奈米，1997年～）（第三代廣域照相機200～1700奈米，2009年～）
- －尼爾·格雷爾斯雨燕天文台（170～650奈米，2004年～）
- －霍普金斯紫外線望遠鏡（於1990年和1995年飛行）
- －倫琴衛星XUV[2] (17～210電子伏特）（30～6奈米，1990年～1999年）
- －遠紫外分光探測器（90.5～119.5奈米，1999年～2007年）
- －星系演化探測器（135～280奈米，2003年～2012年）
- －行星光譜觀測衛星（130-530奈米，2013年～）
- －天文月基光學望遠鏡（嫦娥三號上的登月器，245-340奈米，2013年～）
- －Astrosat（130～530奈米，2015年－）
- －科羅拉多紫外線傳輸實驗（英语：Colorado Ultraviolet Transit Experiment）（255～330奈米的攝譜儀，2021年～）
- －公共望遠鏡（100～180奈米，2015年提議，研究由歐盟資助）
- －Viewpoint-1 SpaceFab.US（200～950奈米，計劃於2022年推出）

參見紫外線太空望遠鏡列表

## 行星航天器上的紫外線儀器
- －UVIS（卡西尼號）－1997年（2004年～2017年在土星）
- －MASCS（信使號）－2004年（2011年～2015年在水星）
- －Alice（新視野號）－2006年（2015年飛掠冥王星）
- －UVS（英语：UVS (Juno)）－2011年（自2016年以來都在木星）
- －IUVS（MAVEN）－2013年（自2014年以來都在火星）